# Parc national de Paklenica
Le parc national de Paklenica est un parc national de Croatie d'une surface relativement petite de 95 km². Il est riche en phénomènes naturels dû à sa nature karstique. Ce site attire de nombreux alpinistes venus du monde entier.

## Description

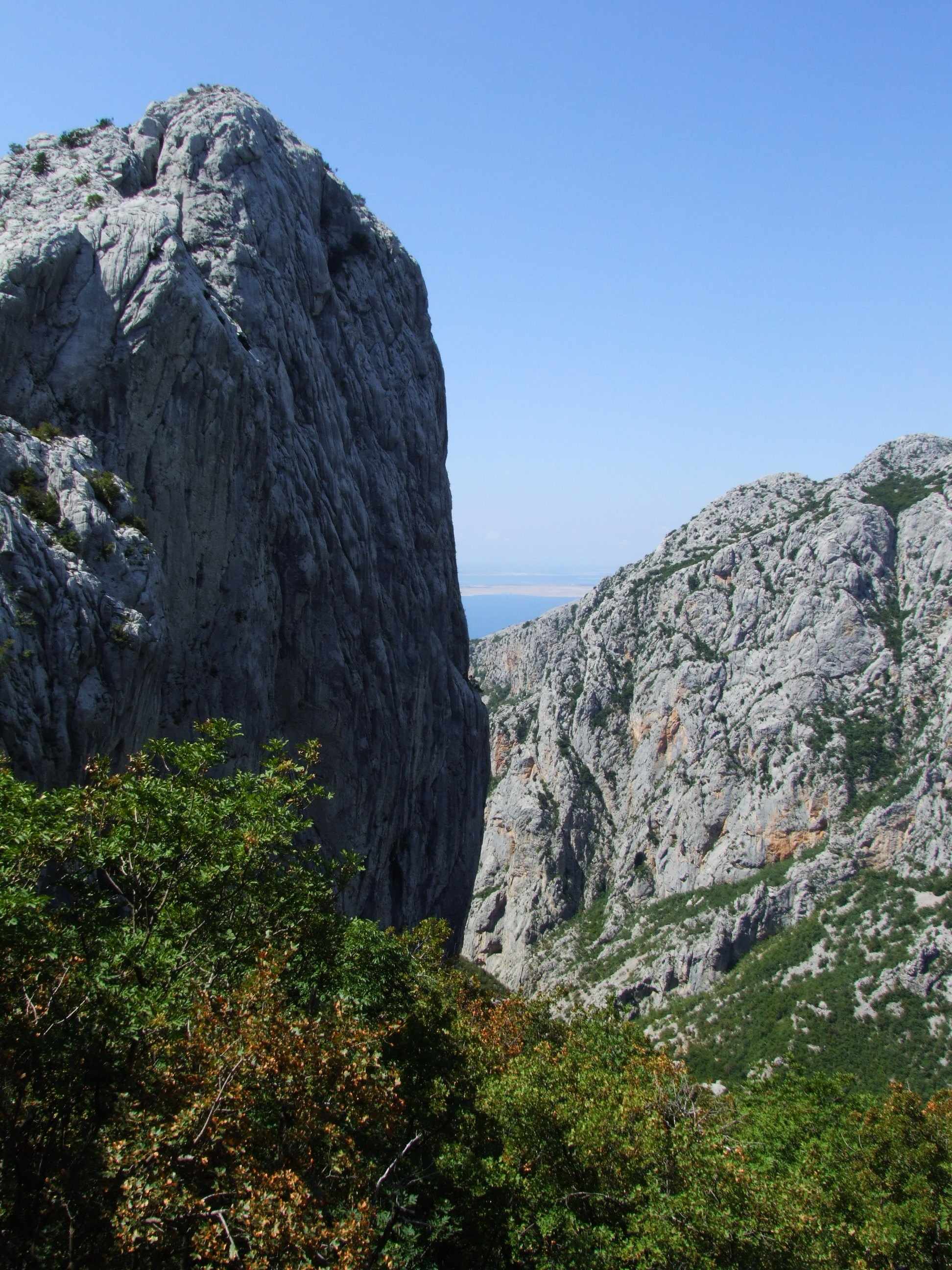
Vallée de Velika Paklenica

Ce parc est situé dans la partie du sud-ouest du Velebit, près de Starigrad.
Le parc national comprend une des forêts les plus étendues de la région méditerranéenne et deux canyons pittoresques : Velika (« Grande ») et Mala (« Petite ») Paklenica. Les parois de Velika Paklenica s'élèvent à 400 mètres. Le canyon est plus large en un endroit nommé Anića Kuk (714 m) ; c'est une des destinations préférées des grimpeurs. Dans la direction opposée se trouve Mniti Zub, un haut sommet calcaire. Il abrite aussi l'entrée de la plus fameuse grotte de la région, Manita Peć (longueur 175 m, deux larges salles avec des stalagmites et stalactites).
Le nom du parc vient du mot paklini, qui est la cire du pin noir, utilisée dans des buts médicinaux ainsi que pour le cirage des bateaux.
Le parc forme avec le parc national de Sjeverni Velebit et le parc naturel du Velebit (sv) la réserve de biosphère du massif du Velebit reconnue par l'Unesco en 1977.

## Flore
La richesse de la flore se reflète dans la liste des 1 000 espèces et sous-espèces végétales enregistrées à ce jour, dont 79 endémiques. La grande diversité, la présence d’espèces reliques, endémiques, rares et protégées par la loi font du parc une zone floristique très précieuse, non seulement en Croatie, mais aussi en Europe et dans le monde. Des forêts de chênes et de charmes orientaux, de hêtres, de forêts de pins noirs et de forêts de fougères se trouvent toutes dans le parc.

## Faune
Plus de 40 espèces d’amphibiens et de reptiles sont trouvées, dont la vipère d’Orsini en voie de disparition.
Le parc de Paklenica accueille 52 % de toutes les espèces d'oiseaux connues en Croatie, avec 212 espèces observées. 97 espèces sont nicheuses sur le parc. Les populations les plus intéressantes sont les oiseaux des zones rocheuses, dont le Vautour fauve (Gyps fulvus), l’aigle royal, le faucon pèlerin, la Sittelle de Neumayer (Sitta neumayer) et le Monticole bleu (Monticola solitarius). et l’épervier. Les zones forestières sont riches en pics, les plus rares d’entre eux étant le pic à dos blanc et le pic mar.
Il y a aussi 53 espèces de mammifères dans le parc, le chevreuil et le chamois sont des points forts, tandis que l’ours brun est le plus grand prédateur. Dans les grottes, il y a une foule d’animaux souterrains intéressants tels que les acariens, les nématodes, les vers aquatiques, les araignées, les pseudoscorpions, les coléoptères et les chauves-souris.

## Tourisme
La zone du parc contient 150 à 200 km de sentiers et de sentiers, de ceux destinés aux touristes, menant du canyon Velika Paklenica à la grotte Manita peć, au chalet forestier lugarnica et au refuge de montagne, à ceux destinés aux alpinistes, menant aux plus hauts sommets du Velebit. Le parc national de Paklenica est le site d’escalade le plus visité de Croatie et le plus grand d’Europe du Sud-Est. La proximité de l’eau de mer donne à ce site d’escalade un charme particulier, faisant du parc un endroit idéal pour combiner escalade et sports nautiques. Aujourd’hui, il existe plus de 360 itinéraires équipés et améliorés de différents niveaux et longueurs de difficulté dans les sites d’escalade de Paklenica, afin que chaque grimpeur puisse trouver à son goût. La principale saison d’escalade commence au printemps et se poursuit jusqu’à la fin de l’automne.

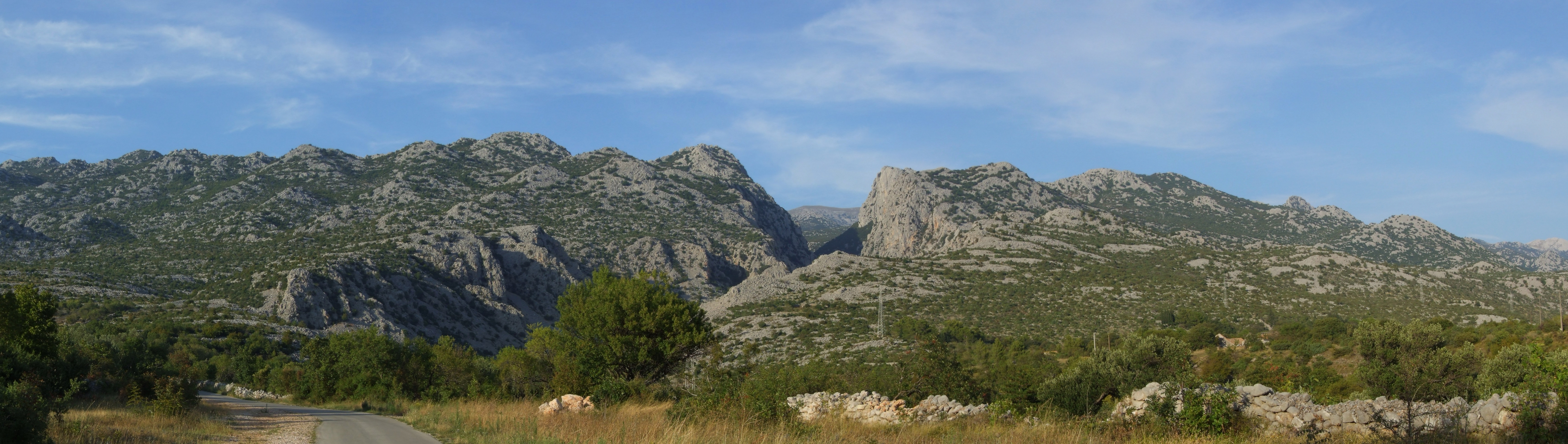
Mala Paklenica